# Cumella vicina
Cumella vicina är en kräftdjursart som beskrevs av John Todd Zimmer 1944. Cumella vicina ingår i släktet Cumella och familjen Nannastacidae. Inga underarter finns listade i Catalogue of Life.